# Genzano Calcio a 5 1999-2000
Questa voce raccoglie le informazioni riguardanti il Genzano Calcio a 5 nelle competizioni ufficiali della stagione 1999-2000.

## Organico
| N° | Naz.                                   | Ruolo | Sportivo                 | Anno       |  |  |
| -- | -------------------------------------- | ----- | ------------------------ | ---------- |  |  |
|    | Italia (bandiera)                      | POR   | Massimo Rinaldi          | 18.10.1967 |  |  |
|    | Italia (bandiera)                      | POR   | Valerio Bernardi         | 22.06.1972 |  |  |
|    | Italia (bandiera)                      | DIF   | Luca Aquilani            | 12.09.1974 |  |  |
|    | Italia (bandiera)                      | DIF   | Sandro Bonanno           | 07.01.1978 |  |  |
|    | Italia (bandiera)                      | DIF   | Massimo Riscino          | 24.09.1969 |  |  |
|    | Argentina (bandiera)                   | DIF   | Carlos Sánchez           | 31.01.1975 |  |  |
|    | Italia (bandiera)                      | UNI   | Marco Angelini           | 02.12.1975 |  |  |
|    | Brasile (bandiera) · Italia (bandiera) | UNI   | Daverson Franzoi         | 03.04.1975 |  |  |
|    | Italia (bandiera)                      | UNI   | Michele Lombardo         | 10.05.1976 |  |  |
|    | Brasile (bandiera) · Italia (bandiera) | UNI   | Fábio Previdelli         | 24.04.1974 |  |  |
|    | Italia (bandiera)                      | UNI   | Andrea Urbisaglia        | 31.12.1973 |  |  |
|    | Italia (bandiera)                      | PIV   | Mirko Antonazzi          | 03.07.1974 |  |  |
|    | Brasile (bandiera)                     | PIV   | Mauricio Mandim De Zordi | 05.02.1975 |  |  |
|    | Italia (bandiera)                      | PIV   | Luca Ippoliti            | 31.10.1979 |  |  |
|    | Italia (bandiera)                      | PIV   | Roberto Matranga         | 15.06.1969 |  |  |
|    | Italia (bandiera)                      | PIV   | Tommaso Maurizi          | 16.03.1968 |  |  |
|    | Italia (bandiera)                      | LAT   | Francesco Cetroni        | 13.04.1973 |  |  |